# Obuchowo (stacja metra)
Obuchowo (ros. Обу́хово) – dziewiąta stacja linii Newsko-Wasileostrowskiej, znajdującego się w Petersburgu systemu metra.

## Charakterystyka

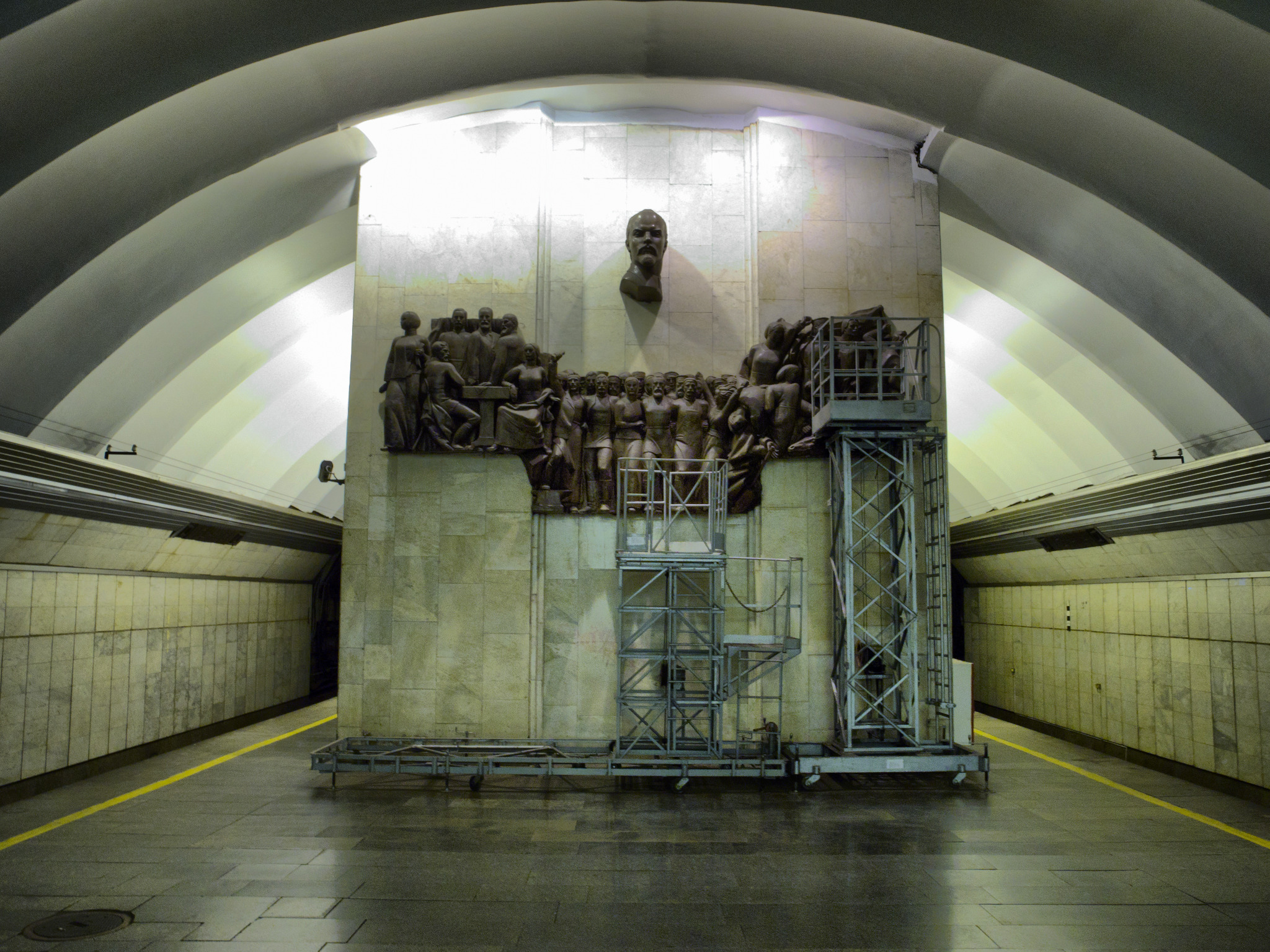
Dekoracja stacji, głowa Lenina wśród robotników.

Stacja Obuchowo została oficjalnie otwarta 10 września 1981 roku i jest to przykład jednonawowej stacja metra. Autorami projektu architektonicznego obecnej postaci stacji są: W. W. Popow (В. В. Попов), I. N. Kuskow (И. Н. Кусков), Ł. M. Czetyrkin (Л. М. Четыркин), a swego wsparcia udzielili także: I. G. Łochanow (И. Г. Лоханов), M. W. Miekkiel (М. В. Меккель), A. S. Gieckin (А. С. Гецкин) i W. N. Wydrin (В. Н. Выдрин). Za rzeźbę i dekoracje na stacji odpowiadał A. A. Fiedosow (А. А. Федосов). Położona jest przy ulicy Gribakinów, na terenie części miasta historycznie znanego jako Obuchowo, który tym samym nadaje nazwę stacji metra. W pobliżu znajdują się także Zakłady Obuchowskie, należące obecnie do koncernu PWO Almaz-Antej. W momencie jej budowy w okolicy nie były zlokalizowane żadne większe osiedla mieszkaniowe, celem jej umiejscowienia była chęć skomunikowania metra ze linią kolejową (poprzez stację o tej samej nazwie). W czasie budowy zastosowano nową technikę drążenia tuneli. Na terenie stacji zlokalizowana jest także powierzchnia biurowa i magazynowa. Początkowo planowano połączenie jej tunelem ze wspomnianą stacją kolejową, ale pomysł ten został zarzucony z powodu braku czasu. 
Dekoracje stacji związane są z tematyką marksistowko-rewolucyjną. Ściany wykonano z marmuru w różnych odcieniach bieli. Posadzki wyłożone płytami szarego granitu, sklepienie koliste w barwach bieli. Lampy wykonano z elementów metalowych i miedzianych. Na jednej ze ścian relief przedstawiający głowę Włodzimierza Lenina otoczoną zrewoltowanymi robotnikami. Ma to być nawiązanie do robotniczych i rewolucyjnych tradycji tego obszaru miasta.
Obuchowo położone jest na głębokości 58 metrów. Jest to jedyna stacja typu jednonawowego na trasie linii Newsko-Wasileostrowskiej. Możliwa jest przesiadka do naziemnej komunikacji kolejowej, poprzez wspomnianą stację kolejową Obuchowo. Ruch pociągów odbywa się tutaj od godziny 5:40 do godziny 0:33 i w tym czasie jest ona dostępna dla pasażerów.